# Catalina de Hungría (1370-1378)
Catalina de Hungría (1370-1378) era la hija mayor de rey Luis I de Hungría y de su segunda esposa, Isabel de Bosnia.

## Heredera al trono
El nacimiento de Catalina era muy esperado, ya que sus padres no habían tenido hijos durante diecisiete años. Su nacimiento también aseguraba la sucesión a la Corona de Hungría, y Catalina fue la heredera presunta durante toda su vida.
Como era la hija mayor del rey de Hungría y el rey de Polonia no tenía hijos, Catalina era una esposa muy deseada. Cuando sólo tenía cuatro años fue prometida a Luis, el hijo menor de Carlos V de Francia y futuro Duque de Orleáns. Su matrimonio estaba dirigido a mantener los lazos entre las dos casas reales. Su padre hizo una serie de concesiones a los nobles polacos a cambio de que reconocieran a Catalina o a una de sus hermanas como soberana de Polonia cuando muriera. Este acuerdo fue conocido como el Privilegio de Koszyce.
De esta forma estaba previsto que Catalina se convirtiera en reina de Hungría o de Polonia. Su padre también planeaba abandonar su reclamación a la Corona de Nápoles y al condado de Provenza, que durante aquella época estaban gobernados por su prima Juana I.

## Muerte y consecuencias
Sin embargo, Catalina murió con tan solo ocho años, antes que su padre y su prima Juana. El acuerdo entre su padre y los nobles polacos quedó sin validez. La hermana menor de Catalina, Santa Eduviges, se convertiría finalmente en la reina de Polonia. Su otra hermana María, fue prometida a Luis y se convirtió en la heredera y finalmente la reina de Hungría.